# Tetraplaria pedunculata
Tetraplaria pedunculata is een mosdiertjessoort uit de familie van de Tetraplariidae. De wetenschappelijke naam van de soort is voor het eerst geldig gepubliceerd in 1895 door MacGillivray.